# گز سنگالی
گز سنگالی (نام علمی: Tamarix senegalensis) نام یک گونه از سرده گز است.